# الساندرو کاپارکو
الساندرو کاپارکو (انگلیسی: Alessandro Caparco؛ زادهٔ ۷ سپتامبر ۱۹۸۳) بازیکن فوتبال اهل ایتالیا است.
از باشگاه‌هایی که در آن بازی کرده‌است می‌توان به آ.اس.آ ترگو مورش اشاره کرد.